# Reisenberg
Reisenberg osztrák mezőváros Alsó-Ausztria Badeni járásában. 2022 januárjában 1723 lakosa volt. 

## Elhelyezkedése

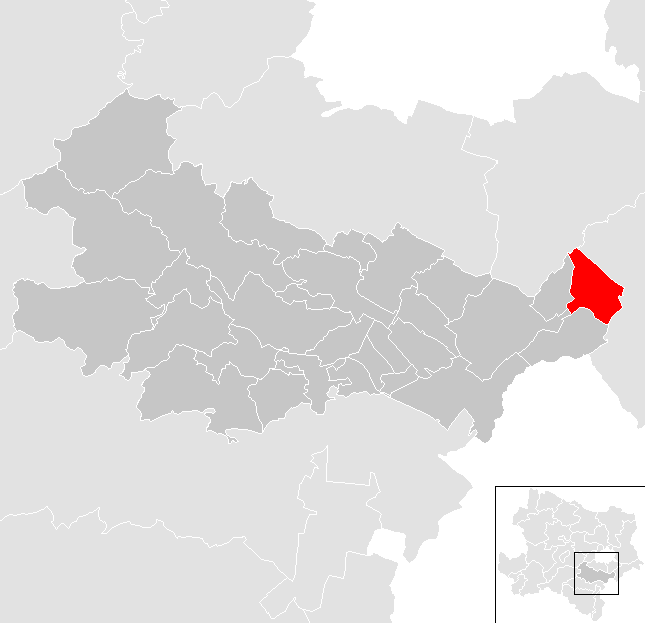
Reisenberg a Badeni járásban

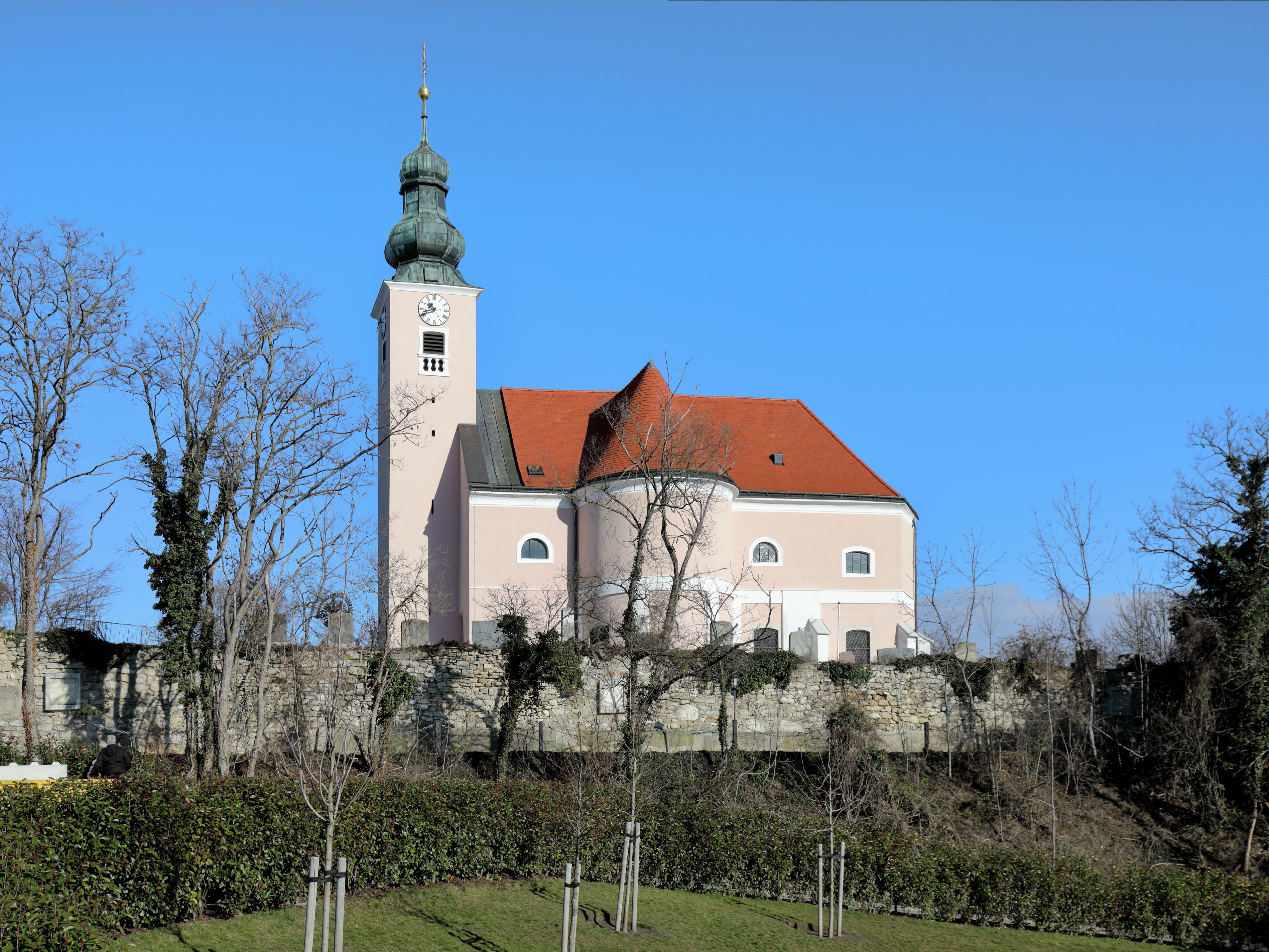
A Szt. Pongrác-templom

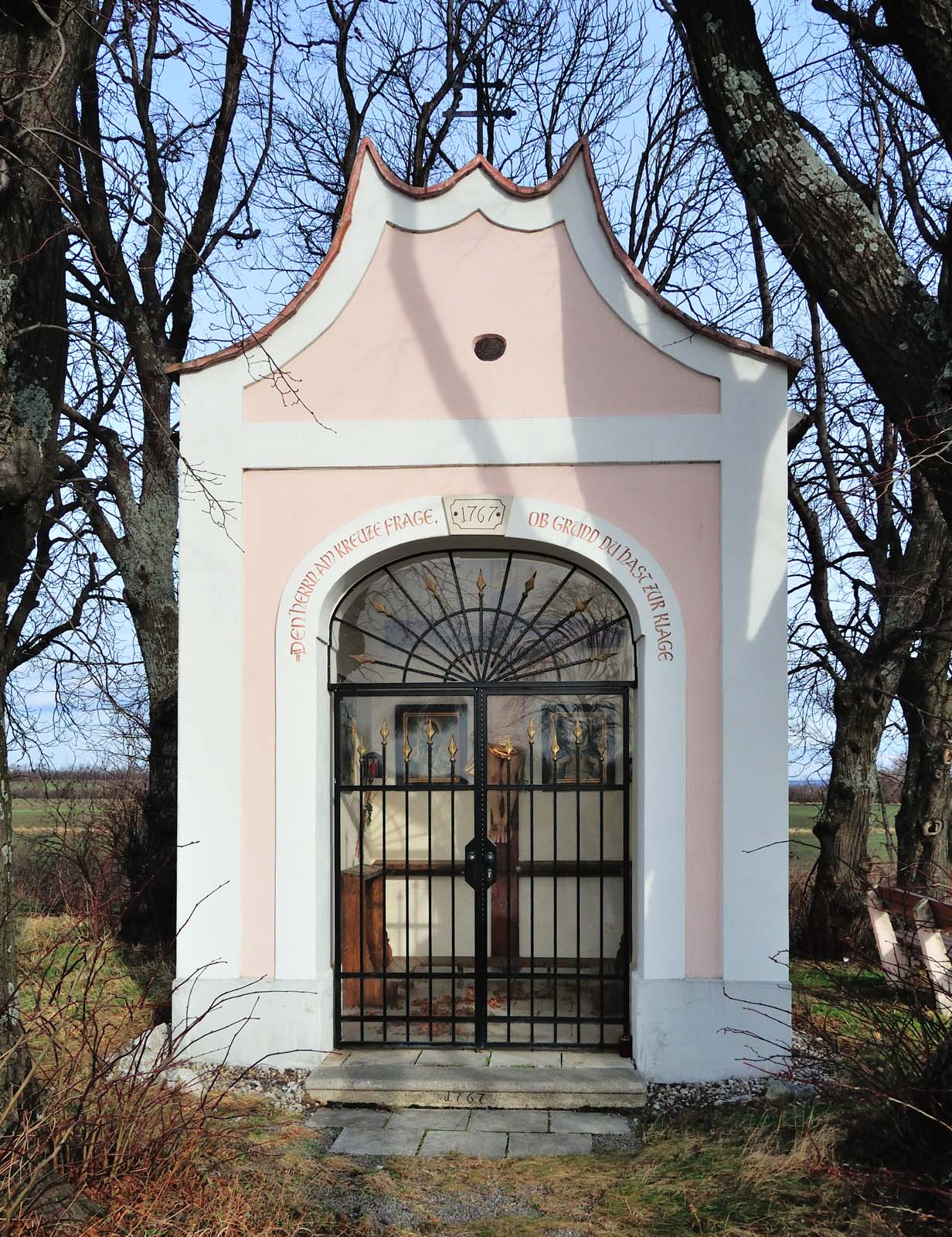
A Weinberg-kápolna

Reisenberg a tartomány Industrieviertel régiójában fekszik, a Reisenbach folyó mentén, a Bécsi-medencében, a Lajta-hegységtől északra. Területének 2%-a erdő, 86,5% áll mezőgazdasági művelés alatt. Az önkormányzathoz csak egy település és egy katasztrális község tartozik. 
A környező önkormányzatok: délre Seibersdorf, délnyugatra Ebreichsdorf, nyugatra Mitterndorf an der Fischa, északnyugatra Gramatneusiedl, északkeletre Götzendorf an der Leitha, keletre Mannersdorf am Leithagebirge, délkeletre Hof am Leithaberge.

## Története
Reisenberg területén a Goldberg már a kelta és római időkben is lakott volt. A települést írásban először 1045-ben említi III. Henrik császár adománylevele, melyben "Risinperhc" felét hű szolgájának, Reginoldnak adta. 
A 12. század közepén egy bizonyos "Sigloch des Risinperge" birtokában volt a Goldbergen álló vár. A vár erődített kápolnája adta az alapot a későbbi Szt. Pongrác-templomhoz. A templomot a 13. század első felében építették román stílusban; a 14. században egy gótikus toronnyal egészítették ki.
Bécs 1529-es ostromakor a törökök felégették az egész települést és a templom is súlyos károkat szenvedett. Az újjáépítés után, 1554-ben mezővárosi jogokat kapott. A következő évszázadokban a Windisch-Graetz és Teuffenbach családok, II. Ferdinánd felesége Eleonóra, majd a Cavriani grófok birtoka volt. Bécs 1683-as második török ostromakor ismét elpusztították, mert még tíz évvel később is felmentést kapott az adózás alól. 1703-ra a templom újjáépült. Az önkéntes tűzoltóbrigád 1886-ban alakult és 1892-ben már fúvószenekara is volt a településnek. Ugyanebben az évben szabályozták a Lajtát, így elmúlt a mezővárost fenyegető árvízveszély.

## Lakosság
A reisenbergi önkormányzat területén 2021 januárjában 1723 fő élt. A lakosságszám 1971 óta gyarapodó tendenciát mutat. 2020-ban az ittlakók 88,4%-a volt osztrák állampolgár; a külföldiek közül 1,5% a régi (2004 előtti), 5% az új EU-tagállamokból érkezett. 4,3% az egykori Jugoszlávia (Szlovénia és Horvátország nélkül) vagy Törökország, 0,7% egyéb országok polgára volt. 2001-ben a lakosok 76,6%-a római katolikusnak, 2,5% evangélikusnak, 2% ortodoxnak, 7,1% mohamedánnak, 10,8% pedig felekezeten kívülinek vallotta magát. Ugyanekkor a legnagyobb nemzetiségi csoportokat a németek (87,2%) mellett a törökök (4,7%), a szerbek (2%), a horvátok (1,3%), a bosnyákok (1,1%) és a magyarok (1%, 14 fő) alkották.
A népesség változása:

| 2016 | 1 655 |
| 2018 | 1 689 |

## Látnivalók
- a Szt. Pongrác-plébániatemplom
- a Nepomuk-kápolna és a Weinberg-kápolna
- a Goldberg természetvédelmi terület

## Fordítás
- Ez a szócikk részben vagy egészben  a   Reisenberg című német Wikipédia-szócikk ezen változatának fordításán alapul.  Az eredeti cikk szerkesztőit annak laptörténete sorolja fel. Ez a jelzés csupán a megfogalmazás eredetét és a szerzői jogokat jelzi, nem szolgál a cikkben szereplő információk forrásmegjelöléseként.